# Universidade Federal do Pampa
A Universidade Federal do Pampa (UNIPAMPA), é uma instituição de ensino superior pública federal brasileira, fundada em 2008 e estabelecida no estado do Rio Grande do Sul. Em 2017 foi considerada a quinta melhor instituição de ensino superior gaúcha  segundo avaliação do MEC medida pelo Índice Geral de Cursos (IGC). Superando o Índice Geral de Cursos de universidade como: Universidade Federal de Santa Maria (UFSM) e Universidade Federal de Pelotas (UFPEL), as quais foram responsáveis, juntamente com o MEC, pela implantação da UNIPAMPA. Tem como Reitor o professor Roberlaine Ribeiro Jorge, então diretor do Campus Alegrete, eleito pelo voto direto e sendo o primeiro negro a assumir o cargo, tendo como vice-reitor Marcus Vinicius Morini Querol. 
A UNIPAMPA, entre as instituições públicas, conta com o melhor curso de graduação em Ciências Econômicas do Brasil, segundo o INEP. 

## História

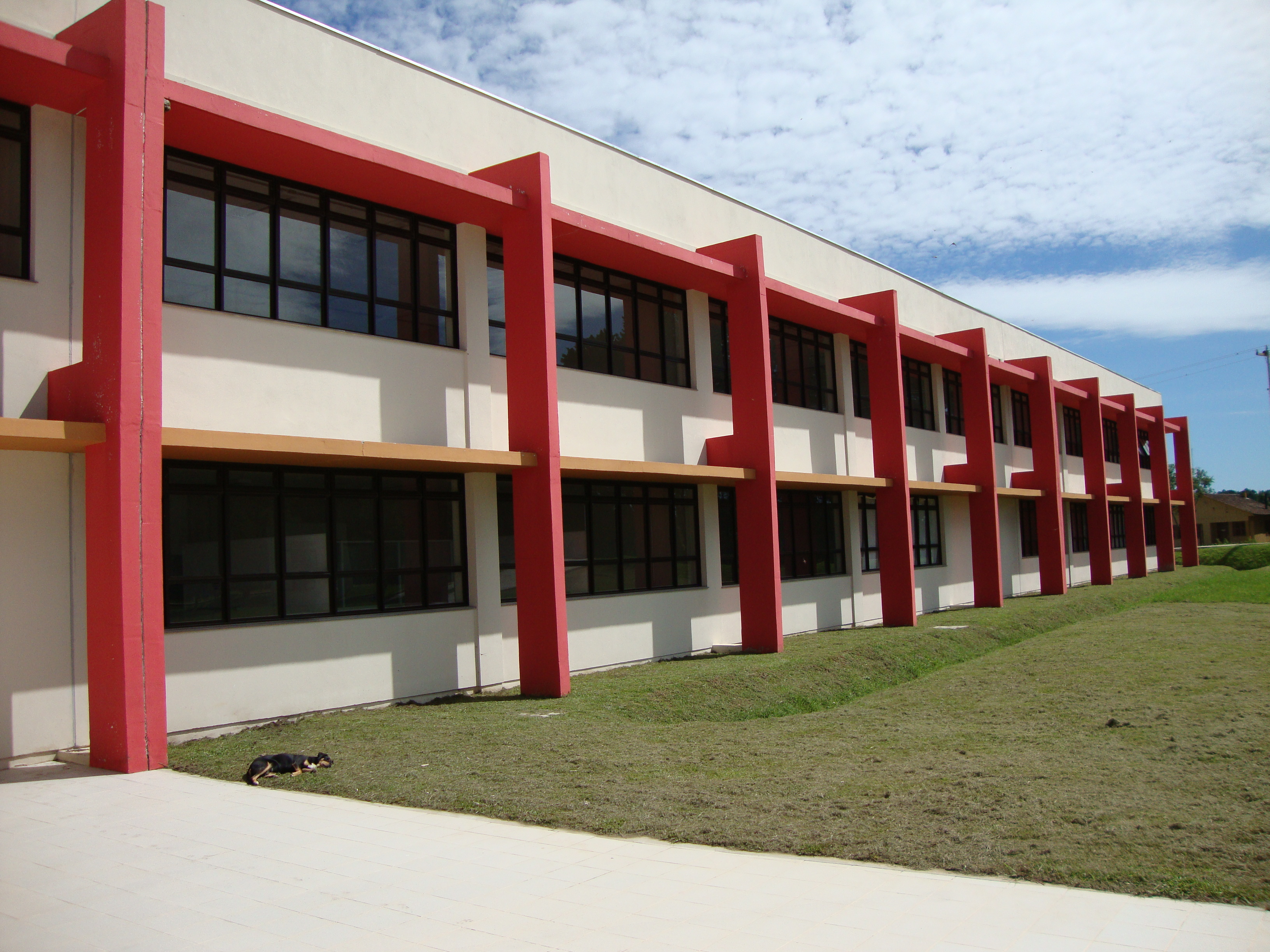
Unipampa - Campus Caçapava do Sul

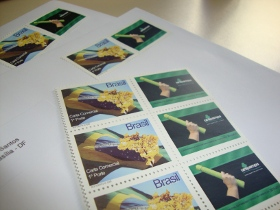
Selo comemorativo dos correios para as primeiras colações de grau da UNIPAMPA

No início de suas atividades, era apenas uma extensão da Universidade Federal de Santa Maria (UFSM) para os campi da região norte - Alegrete, Uruguaiana, São Gabriel, Itaqui e São Borja - e da Universidade Federal de Pelotas (UFPel) para os campi da região sul - Santana do Livramento, Dom Pedrito, Bagé, Jaguarão e Caçapava do Sul. Os cursos oferecidos na Unipampa a partir da sua criação em 2006 até o ano de 2008, possuíam as mesmas matrizes curriculares da UFSM e UFPel, de acordo com cada campus. Após a promulgação de sua independência, foi estabelecido um novo currículo para cada curso.
A Universidade Federal do Pampa foi criada, ou tornada independente visto que já se encontrava em atividade, pela Lei 11.640 de 11 de janeiro de 2008, como "Fundação Universidade Federal do Pampa", de natureza pública, com sede e foro na cidade de Bagé, no Estado do Rio Grande do Sul. É dotada de autonomia didático-científica, administrativa e de gestão financeira e patrimonial, observada a Legislação vigente e o presente Estatuto, bem como o Regimento Geral e os regimentos dos órgãos que compõem a estrutura institucional e as resoluções de seus órgãos colegiados.
A Unipampa é uma instituição federal de educação superior multicampi, com os campi localizados em Alegrete, Bagé, Caçapava do Sul, Dom Pedrito, Itaqui, Jaguarão, Santana do Livramento, São Borja, São Gabriel e Uruguaiana. Por se tratar de uma única universidade, embora estruturada em vários espaços, não há, a rigor, uma ordem de importância para qualquer um dos campi.
O primeiro Concurso Vestibular da Unipampa ocorreu nos dias 17 e 18 de junho de 2006. O início das aulas ocorreu em 16 de outubro de 2006. O ingresso na UNIPAMPA a partir de 2010 passou a ser exclusivamente através do Sisu. Para celebrar as primeiras formaturas da Universidade, um selo comemorativo foi confeccionado pelos Correios e distribuído com os convites.
Atualmente conta com 12 mil alunos distribuídos entre seus dez campi, sendo alunos de graduação e pós-graduação (mestrado, doutorado e especialização).
A Unipampa ofereceu 2.725 vagas em 2011 por meio do Sistema de Seleção Unificada (Sisu), com base no Exame Nacional do Ensino Médio (Enem), e em ações afirmativas de inclusão social. Com o crescimento gradual do número de cursos e vagas, em 2015 a Unipampa ofereceu 3.120 vagas em 61 cursos, na primeira edição do Sisu. Em 2016, foram ofertadas pelo Sisu 3.180 vagas em 64 cursos de graduação. Com a aprovação do curso de Direito para o campus Santana do Livramento, mais 50 vagas foram oferecidas na segunda edição do Sisu em 2015.  A universidade trabalha para oferecer uma extensão do curso de Direito no Campus São Borja, futuramente. Em 2016, a criação do curso de Medicina em Uruguaiana acrescentou 80 vagas para ingresso na graduação.

### Campus Caçapava do Sul
A UNIPAMPA foi oficialmente criada em Caçapava do Sul via decreto presidencial do então Presidente da República, Luiz Inácio Lula da Silva no dia 11 de janeiro de 2008. A sua implantação remonta o ano de 2006 com a criação de um Consórcio entre a Universidade Federal do Santa Maria (responsável por implantar os campi Alegrete, Uruguaiana, São Gabriel, Itaqui e São Borja) e Universidade Federal do Pelotas (responsável pela implantação dos campi Santana do Livramento, Dom Pedrito, Bagé, Jaguarão e Caçapava do Sul).
O Campus Caçapava do Sul aos dezoito dias do mês de setembro de 2006, às 14 horas, nas dependências do Campus Provisório, localizado em dois pavilhões da Escola Estadual Eliana Bassi de Mello, foi realizado o evento de instalação do Curso de Geofísica (Primeiro curso da UNIPAMPA em Caçapava do Sul). A partir de março de 2009, iniciaram, mais dois cursos no Campus Caçapava: Licenciatura em Ciências Exatas e o Curso Superior de Tecnologia em Mineração (Primeiro curso tecnológico em Mineração do Brasil).
Em setembro de 2009, a Universidade transferiu-se para o campus definitivo, situado na Av. Pedro Anunciação, s/n em uma área de 4.577,89 metros quadrados de área construída. Em outubro de 2010 foi proposta para o Conselho de Campus e ao Conselho Universitário da UNIPAMPA a criação de mais um curso de graduação, Bacharelado em Geologia, implementado em 2011. Em 2011 foi proposta para o Conselho de Campus e ao Conselho Universitário da UNIPAMPA a criação de mais um curso de graduação, Engenharia Ambiental e Sanitária, a ser implementado em 2012.
No ano de 2012, em parceria com o Campus de Bagé, foi criado o Mestrado Profissional em Ensino de Ciências, cuja administração inicial ficou a cargo do campus de Bagé, com a colaboração de espaço físico e de docentes do campus de Caçapava do Sul. Também, no ano de 2012, foi encaminhada e aprovada a proposta do Mestrado Profissional em Tecnologia Mineral, a ser implementada em 2013. 
| Cursos de Graduação da Universidade Federal do Pampa em Caçapava do Sul     | Cursos de Graduação da Universidade Federal do Pampa em Caçapava do Sul | Número de Alunos                 |
| --------------------------------------------------------------------------- | --- | -------------------------------- |
| Bacharelados                                                                | - Geologia (clique para acessar página do curso) - Geofísica (clique para acessar página do curso) | 205 (geologia) 32 (geofísica)    |
| Engenharias                                                                 | - Engenharia Ambiental e Sanitária (clique para acessar página do curso) - Engenharia de Minas (em fase de implantação - previsto para 2020) | 112 (Eng. Amb.) 000 (Eng. Minas) |
| Tecnológicos                                                                | - Tecnologia em Mineração (clique para acessar página do curso) | 73 (Mineração)                   |
| Licenciaturas                                                               | - Licenciatura em Ciências Exatas (clique para acessar a página do curso) - Na Licenciatura. em Ciências Exatas o aluno direciona seus estudos e ao final do curso terá habilitação de Licenciado em Matemática, Física, Química, ou Ciências Naturais                                                               | 81 (Lic. Exatas)                 |
| Cursos de Pós-Graduação da Universidade Federal do Pampa em Caçapava do Sul | |                                  |
| Mestrados                                                                   | - Mestrado em Tecnologia Mineral (clique para acessar a página do curso) - Mestrado Profissional em Matemática em Rede Nacional (clique para acessar a página do curso) - Mestrado em Acadêmico Geociências (Geologia) (em fase de implantação - Previsto para 2020)                                                 | 28                               |
| Especializações                                                             | - Especialização em Educação Científica e Tecnológica (clique para acessar a página do curso) - Especialização em Gestão e Educação Ambiental (clique para acessar a página do curso) - Especialização em Geofísica e Geologia Aplicadas à Recursos Naturais e Meio Ambiente (clique para acessar a página do curso) | 28                               |
|                                                                             | Total de alunos de graduação e pós-graduação no campus | 535                              |

## Diretrizes
Dada a sua estrutura originária multicampi, a Unipampa observa as seguintes diretrizes de organização: unidade de administração e patrimônio, com organização sistêmica multicampi de bibliotecas, laboratórios e outras instalações, equipamentos e tecnologias; convergência de áreas do conhecimento, nas Unidades Universitárias, abrangendo ensino, pesquisa e extensão; descentralização de responsabilidades e competências de gestão às Unidades Universitárias e Órgãos Complementares; cooperação entre as Unidades Universitárias e os Órgãos Complementares, visando unidade de ação no desenvolvimento do Plano de Desenvolvimento Institucional e economicidade na gestão do corpo docente e técnico-administrativo em educação, dos recursos materiais, tecnológicos e financeiros.

## Campi
- Campus Alegrete
- Campus Bagé
- Campus Caçapava do Sul
- Campus Dom Pedrito
- Campus Itaqui
- Campus Jaguarão
- Campus Santana do Livramento
- Campus São Borja
- Campus São Gabriel
- Campus Uruguaiana

## Pesquisa
A área de Pesquisa tem se desenvolvido com especial atenção à matriz econômica regional, predominantemente agropecuária, sem descuidar dos temas mais atuais em diversas áreas. Em agosto de 2015, a Unipampa apresenta 122 grupos de pesquisa certificados junto ao Diretório de Grupos de Pesquisa do Conselho Nacional de Desenvolvimento Científico e Tecnológico (CNPq). Em 2020 esse número mais do que duplicou, e a instituição continuamente mantém uma política de apoio e fomento à pesquisa científica. 
A área de Ciências Agrárias apresenta grande número de grupos dedicados a investigações relacionadas aos temas da produção agropecuária e a inovações no setor primário, como os aperfeiçoamentos nos ramos da aquicultura, apicultura, fruticultura e vitivinicultura, além de recursos florestais, por exemplo. 
No campo das Engenharias, Ciências Exatas e da Terra e Ciências Biológicas há grupos investigando novos potenciais de desenvolvimento na região. Há inserção de temas novos no cenário, como a criação de softwares, estudos nas áreas ligadas à Física, à Química e à Matemática, geração de energias renováveis, novas tecnologias para a construção civil e o transporte. Potenciais locais também são estudados, como novos compostos biologicamente ativos a partir da fauna e da flora do Bioma Pampa, o uso correto dos recursos hídricos e as dinâmicas ecológicas regionais.
Os aspectos humano e social também são fontes de motivação de diversos grupos de pesquisa, abrangendo temas variados, como a relação entre movimentos sociais e o Estado, interfaces da área de Relações Internacionais, turismo, a divulgação científica, a cultura, o empreendedorismo, os direitos humanos, a família, a formação de professores e estudos na área de linguística. A História é nexo comum a grupos dedicados ao estudo da mídia, da política regional e do ambiente fronteiriço entre Argentina, Brasil e Uruguai. As pesquisas realizadas na área de Linguística, Letras e Artes ligam-se aos temas da cognição, currículo, literatura em região de fronteira e linguística.
A área de Ciências da Saúde é representada por grupos de pesquisa que investigam temas diversos. Muitos grupos estão investigando aspectos relacionados com Nutrição, a atuação na área de Enfermagem, os comportamentos frente à medicalização da vida, neuromecânica aplicada, fisioterapia, neurociência, farmacologia, entre outros temas. Todos esses estudos envolvem modelos experimentais diversos, sendo que os projetos envolvem humanos, e na área básica, drosófilas, c elegans, roedores e invertebrados.
| Ciências Agrárias           | 27  |
| Ciências Exatas e da Terra  | 18  |
| Ciências Sociais Aplicadas  | 17  |
| Ciências Biológicas         | 15  |
| Engenharias                 | 14  |
| Ciências da Saúde           | 14  |
| Ciências Humanas            | 13  |
| Lingüística, Letras e Artes | 4   |
| Total Geral                 | 122 |

O campus de São Gabriel tem se destacado nas pesquisas paleontológicas, que têm sido feitas em uma área que compreende a cidade de São Gabriel até a cidade de Bagé, e que pertencem ao período Permiano. 
Neste mesmo Campus existe um grupo de pesquisa voltado ao estudo da vegetação da Antártica onde, anualmente, realiza expedições de coletas no continente gelado. Muitos alunos, principalmente do Programa de Pós-graduação em Ciências Biológicas (PPGCB), participam das expedições. O Campus São Gabriel também é referência em sequenciamento de DNA, pois possui um laboratório equipado com sequenciador de nova geração, utilizados para estudos metagenômicos.
No campus de Uruguaiana a UNIPAMPA concentra-se a maior parte dos cursos de pós-graduação da instituição. São 5 programas de pós-graduação, sendo que quatro deles oferecem curso de doutorado: Mestrado em Ciências Fisiológicas, Doutorado em Ciências Fisiológicas, Mestrado em Bioquímica, Doutorado em Bioquímica, Mestrado em Ciência Animal e Mestrado em Ciências Farmacêuticas. Os cursos atuam em cooperação e as principais linhas de investigação dizem respeito ao ensino de fisiologia, fisiologia e farmacologia da dor, fisiologia endócrina, hipertensão, neurofisiologia e comportamento, bioprospecção molecular, potencial biológico de compostos naturais e compostos bioativos, controle de qualidade de fármacos, sanidade animal, e reprodução animal. O campus Uruguaiana também se destaca por ter a maior captação de recursos externos via projetos de pesquisa científica e tecnológica na UNIPAMPA, mantendo colaborações com instituições de diferentes países. Em 2020 espera-se a inauguração do Núcleo de Pesquisa em Ciências da Vida (NUPEVI), que abrigará laboratórios de alta tecnologia para desenvolvimento das investigações nos cursos de pós-graduação, e atenderá não somente o campus Uruguaiana, mas também parcerias com outros campus e outras universidades.

## Identidade Visual
O logotipo da Unipampa é formado por uma listra verde que simboliza um pampa ou uma coxilha e as ideias de "amplitude", de "horizontes infinitos", de "campo", de "natureza", de "fluidez do conhecimento", de "identidade regional" e de "elevação para altos destinos". Por sua vez, a árvore de três copas representa, em conjunto, o ensino, a pesquisa e a extensão, transmitindo também ideia de "crescimento", "frutificação", "perene renovação" e "acolhimento".